# 일류신 Il-12
일류신 Il-12(NATO보고 이름: 코치)는 소련 및 중거리 항공 노선 및 군용 수송을 위해 1940년대 중반에 개발 된 소련의 쌍발 엔진화물 항공기이다.

## 제원
- 승무원: 3 명
- 정원: 21 [57] -32 [58] 승객
- 길이: 21.31m (69 피트 11 인치)
- 윙 스판: 31.7 m (104 ft 0 in)
- 높이: 8.07 m [59] (26 피트 5 인치)
- 윙 면적: 103 m² (1,109 ft²)
- 무게: 11,045 kg (24,350 lb)
- 맥스 이륙 중량: 17,250 kg (38,029 lb)
- 동력 장치: 2 × ASh-82FNV 14 기통 2 열 공랭식 레이디 얼 엔진, 1,380kW (1,850hp)
- 최대 속도: 2,500m (8,200ft)에서 407km / h (220kn, 253mph)
- 범위: 1,500 km, 26 명의 승객 (810 nmi, 932 mi)
- 내구성: 4.5 시간
- 서비스 한도: 6,500m (21,325ft)